# 1374 w literaturze
Wydarzenia literackie w 1374 roku.

## Zmarli
- 19 lipca – Francesco Petrarca, włoski poeta (ur. 1304[1])